# صهريج فروتقة
صهريج فروتقة (بالفارسية: آب‌انبار فروتقه) هو صهريج تاريخي يعود إلى عصر الدولة القاجارية، ويقع في مقاطعة كاشمر، قرية فروتقة. وتم تسجيل هذا الصهريج في 15 نوفمبر 2006 مع رقم تسجيل 16326 باعتباره أحد التراث الوطني الإيراني.